# Liczba Duchina
Liczba Duchina (Du) – liczba podobieństwa opisująca wkład przewodnictwa powierzchniowego do różnych efektów elektrokinetycznych i elektroakustycznych, jak również do przewodności elektrycznej i przenikalności heterogenicznych układów ciekłych.
Pojęcie to zostało wprowadzone przez Lykemę w Fundamentals of Interface and Colloid Science. Termin został oficjalnie wprowadzony w 2005 roku, w opracowaniu dotyczącym efektów elektrokinetycznych przygotowanym przez grupę ekspertów dla IUPAC.
Liczba Duchina jest stosunkiem przewodności powierzchniowej, {\displaystyle \kappa ^{\sigma }} do przewodności objętościowej fazy ciekłej {\displaystyle K_{m},} pomnożonej przez promień miejscowej krzywizny powierzchni {\displaystyle a{:}}
{\displaystyle Du={\frac {\kappa ^{\sigma }}{\mathrm {K} _{m}a}}.}
Gdy przewodność powierzchniowa jest związana tylko z ruchem jonów powyżej płaszczyzny poślizgu w podwójnej warstwie elektrycznej, przewodność powierzchniowa zależy od potencjału dzeta, {\displaystyle \zeta ,} który prowadzi do następującego wyrażenia na liczbę Duchina dla elektrolitów symetrycznych z jednakową stałą dyfuzji obu jonów:
{\displaystyle Du={\frac {2(1+3m/z^{2})}{\kappa a}}\left(\cosh {\frac {zF\zeta }{2RT}}-1\right).}
Parametr {\displaystyle m} charakteryzuje wkład elektroosmozy w ruch jonów w obszarze podwójnej warstwy elektrycznej:
{\displaystyle m={\frac {2\varepsilon _{0}\varepsilon _{m}R^{2}T^{2}}{3\eta F^{2}D}}}
{\displaystyle F} – stała Faradaya,
{\displaystyle T} – temperatura,
{\displaystyle R} – stała gazowa,
{\displaystyle C} – stężenie jonów w fazie,
{\displaystyle z} – wartościowość jonu,
{\displaystyle \zeta } – potencjał dzeta,
{\displaystyle \varepsilon _{0}} – przenikalność dielektryczna próżni,
{\displaystyle \varepsilon _{m}} – przewodność dielektryczna próżni,
{\displaystyle \eta } – lepkość,
{\displaystyle D} – stała dyfuzji.